# کایاباشی (بتلیس)
کایاباشی (به ترکی استانبولی: Kayabaşı) یک منطقهٔ مسکونی در ترکیه است که در بیتلیس واقع شده‌است. کایاباشی ۱۴۷ نفر جمعیت دارد.